# Marea Ciumă din 1738
Marea Ciumă din 1738 a fost un focar de ciumă bubonică între 1738 și 1740 care a afectat zone ale Imperiului Habsburgic, aflate acum în statele moderne România, Ungaria, Ucraina, Serbia, Croația și Austria. Deși nu există o cifră exactă disponibilă, epidemia probabil a ucis peste 50.000 de oameni.
În februarie 1738, ciuma a lovit regiunea Banatului, fiind răspândită acolo de Armata Imperială. Sunt contaminate 23 de districte din Ardeal și mor 41.000 de oameni. În același an, în timpul celei de‑a treia domnii a lui Constantin Mavrocordat, ciuma răpune la București 30.000 de oameni, dintre care 233 de preoți și 3 arhierei.
Potrivit dietei Ungariei din 1740, Marea Ciumă a luat 36.000 de vieți.
Sud-estul Transilvaniei se poate sa fi fost cea mai afectată zonă. În următorii opt ani, ciuma a ucis o șesime din populația  Timișoarei. Monumentul Sfintei Treimi din Timișoara, Piața Unirii este dedicat victimelor ciumei. Ciuma va reveni pentru a lovi din nou orașul în perioada 1762–1763.
Alte orașe din regiune au fost, de asemenea, afectate. Între octombrie 1737 și aprilie 1738, au fost raportate 111 decese în Zărnești, iar 70 în Codlea. Peste 10% din populația Clujului a murit în pandemie.
Răspândirea bolii s-a extins până la Marea Adriatică. Și-a făcut drum spre insula Brač din Croația din zilele de azi.
Până în vară, regiunea Becicherecu Mare din Serbia actuală a fost, de asemenea, afectată.